# Bill Huntington
Edward William „Bill“ Huntington (* 2. Oktober 1937 in New Orleans) ist ein amerikanischer Jazzmusiker, der zunächst im Bereich des traditionellen Jazz als Billy Huntington auf dem Banjo hervorgetreten ist, dann im Bereich des Modern Jazz und R & B als Gitarrist und vor allem als Kontrabassist.

## Leben und Wirken
Huntington wurde von seiner älteren Schwester, die Opernarien sang, für den Jazz interessiert. Als Multiinstrumentalist auf Banjo, Gitarre, Kontrabass und Saxophon spielte er mit der George Lewis Band, Lawrence Marrero, Charlie Love, Steve Angrum, Emile Barnes und Albert Jiles. Ab 1951 war er an Aufnahmen mit Emile Barnes bzw. im Barnes-Love Quintet (The Music of New Orleans, Volume Four) beteiligt. Weiterhin ist er auf Aufnahmen von Percy Humphrey und von Ken Colyers New Orleans Band zu hören. Ende der 1950er Jahre gab er es auf, traditionellen Jazz zu spielen.
Huntington arbeitete dann mit Buddy Prima und mit Doc Cheatham (Swinging Down in New Orleans), mit Dr. John, Wendell Brunious, Lionel Ferbos, Steve Masakowski und langjährig im Trio von Ellis Marsalis, mit dem er auch auf Alben wie On the Second Occasion (2014) zu hören ist. Er gehörte auch zu Fessor’s Funky New Orleanians und dem Quintett von Troy Andrews und ist auch auf Alben von Mose Allison, Bennie Wallace, Johnny Vidacovich, Marion Montgomery, Bob French, Rebecca Barry, Harry Connick und Curtis Fuller zu hören.